# Aeroport de Lhasa Gonggar
L''Aeroport de Lhasa Gonggar (en tibetà: ལྷ་ས་གོང་དཀར་རྫོང; en xinès: 拉萨贡嘎机场) és l'aeroport que serveix a Lhasa, la capital de la Regió Autònoma del Tibet, la Xina. Està situat a prop de 62 kilòmetres (39 milles) al sud-oest de la ciutat, en el comtat de Gonggar de la prefectura de Shannan. L'aeroport és proper a la carretera de Tsetang, la capital de la prefectura de Shannan.
A una alçada de 3,570 metres (11,,710 peus), sobre el nivell del mar, l'aeroport de Lhasa és un dels més alts del món. Va ser construït el 1965, i una segona pista hi va ser afegida el 1994 Les instal·lacions de terminals es van completar el 2004.
La construcció d'un aeropor a la meseta del Tibet, ha passa per un procés d'assaig i error a través de moltes rutes aèries perilloses i diversos accidents mortals durant la Segona Guerra Mundial. El primer aeroport va ser construït el maig de 1956, en el sud-oest del comtat de Damxung a una altura de 4,200 metres (13,800 peus). El I1-12 rus i del CV-240 al 401 van ser els primers avions a aterrar a l'aeroport de Damxung des del nord i el sud. D'aquesta manera, van trencar el malefici de la "zona de vol prohibit", i això va ser aclamat com una gran gesta. Van haver de passar més de nou anys perquè la primera ruta aèria Beijing- Chengdu-Lhasa comencés a funcionar el 1965.

## Aerolínies i destinacions
| Aerolínies              | Destinacions |
| ----------------------- | --- |
| Air China               | Chengdu, Pequín-Capital, Txungking |
| Air China               | Katmandú de temporada: Hong Kong |
| China Eastern Airlines  | Changsha, Chengdu, Diqing, Kunming, Pequín-Capital, Xangai-Pudong, Xi'an                                                                                           |
| China Southern Airlines | Chongqing, Guangzhou |
| Sichuan Airlines        | Chengdu, Hangzhou, Kangding, Txungking, Xiahe, Xi'an, Xining |
| Sichuan Airlines        | Katmandú |
| Tibet Airlines          | Changsha, Chengdu, Golmud, Guiyang, Hangzhou, Kunming, Nanjing, Ngari, Nyingchi, Pequín-Capital, Qamdo, Shenzhen, Txungking, Xangai-Hongqiao, Xining, Yibin, Yushu |
| West Air                | Txungking |
| Xiamen Airlines         | Fuzhou, Txungking, Xiamen |